# Кабра (река, впадает в Бискайский залив)
Кабра (исп. Río Cabra) — небольшая прибрежная река в Астурии на севере Испании. Протекает по территории комарки Орьенте. Впадает в Бискайский залив на границе муниципалитетов Льянес и Рибадедева.
Длина реки составляет 8,27 км.
Кабра начинается с северных склонов гряды Сьерра-де-Куэра Кантабрийских гор на высоте около 220 м над уровнем моря в местности Бранья-Вьеха. Генеральным направлением течения реки является северо-восток. Устье Кабры находится на северо-западной окраине пляжа Ла-Франка.
В реке обитают речной угорь и атлантический лосось.